# Хейбърн
Хейбърн (на английски: Heyburn) е град в окръг Минидока, щата Айдахо, САЩ. Хейбърн е с население от 2899 жители (2000) и обща площ от 5 km². Намира се на 1266 m надморска височина. ЗИП кодът му е 83336, а телефонният му код е 208.